# James Michael Tyler
James Michael Tyler Snodgrass (Winona, 28 de maio de 1962 – Los Angeles, 24 de outubro de 2021) foi um ator americano, mais conhecido por seu papel como Gunther na sitcom Friends.

## Biografia
James Michael Tyler, o mais novo de seis filhos, nasceu em 28 de Maio de 1962 em Winona, Mississippi, EUA, filho de um capitão da Força Aérea aposentado e uma dona de casa. Quando tinha 11 anos, seus pais morreram e Tyler mudou-se para Anderson, Carolina do Sul para morar com sua irmã. Ele estudou na Universidade de Clemson e graduou-se com uma licenciatura em Geologia. Durante esse tempo, ele era um membro de um grupo de teatro, os Clemson Players. Esta experiência despertou seu interesse em se tornar um ator.

## Gunther
De 1994 a 2004, James Michael Tyler interpretou Gunther na sitcom da NBC Friends, um trabalhador da cafeteria Central Perk que tinha uma queda por Rachel Green, representada por Jennifer Aniston. Tyler, originalmente um personagem extra sem nome, foi escolhido como Gunther, porque ele era o único que sabia como operar uma máquina de café expresso, tendo trabalhado em várias lojas de café antes de entrar no seriado. Isto levou a dez anos de carreira com aparições em 131 episódios de Friends, de 238 episódios, ele é o personagem coadjuvante do show que mais aparece.
Em homenagem ao aniversário de 15 anos de Friends em 2009, Tyler abriu ao público uma réplica do Central Perk na Carnaby Street, em Londres, aberto por duas semanas entre setembro e outubro.

## Morte
Tyler morreu em 24 de outubro de 2021 em Los Angeles, aos 59 anos de idade, devido a um câncer.

## Filmografia

### No cinema
- The Disturbance at Dinner - Wilson Pomade (1998)
- Foreign Correspondents - Randy (1999)
- Motel Blue - Oscar Bevins (1999)
- Live With It - Andrew (2008)

### Na televisão
- Friends (1994-2004)
- Just Shoot Me! como um Doctor (2000)
- Sabrina, the Teenage Witch (série de TV) - Ethan (2001)
- Scrubs - Therapist (2005)
- Iron Chef America - Morimoto/Flay VS. Sakai/Batali
- Episodes - Ele mesmo (2012)